# ایالات متحده آمریکا در المپیک تابستانی ۱۹۲۰
ایالات متحده آمریکا در بازی‌های المپیک تابستانی ۱۹۲۰ که در آنتورپ بلژیک برگزار شد، با ۲۸۸ ورزشکار شرکت نمود و موفق به کسب ۹۵ مدال (۴۱ طلا، ۲۷ نقره، ۲۷ برنز) شد که در رتبه ۱ مسابقات قرار گرفت.